# Jan van Roome

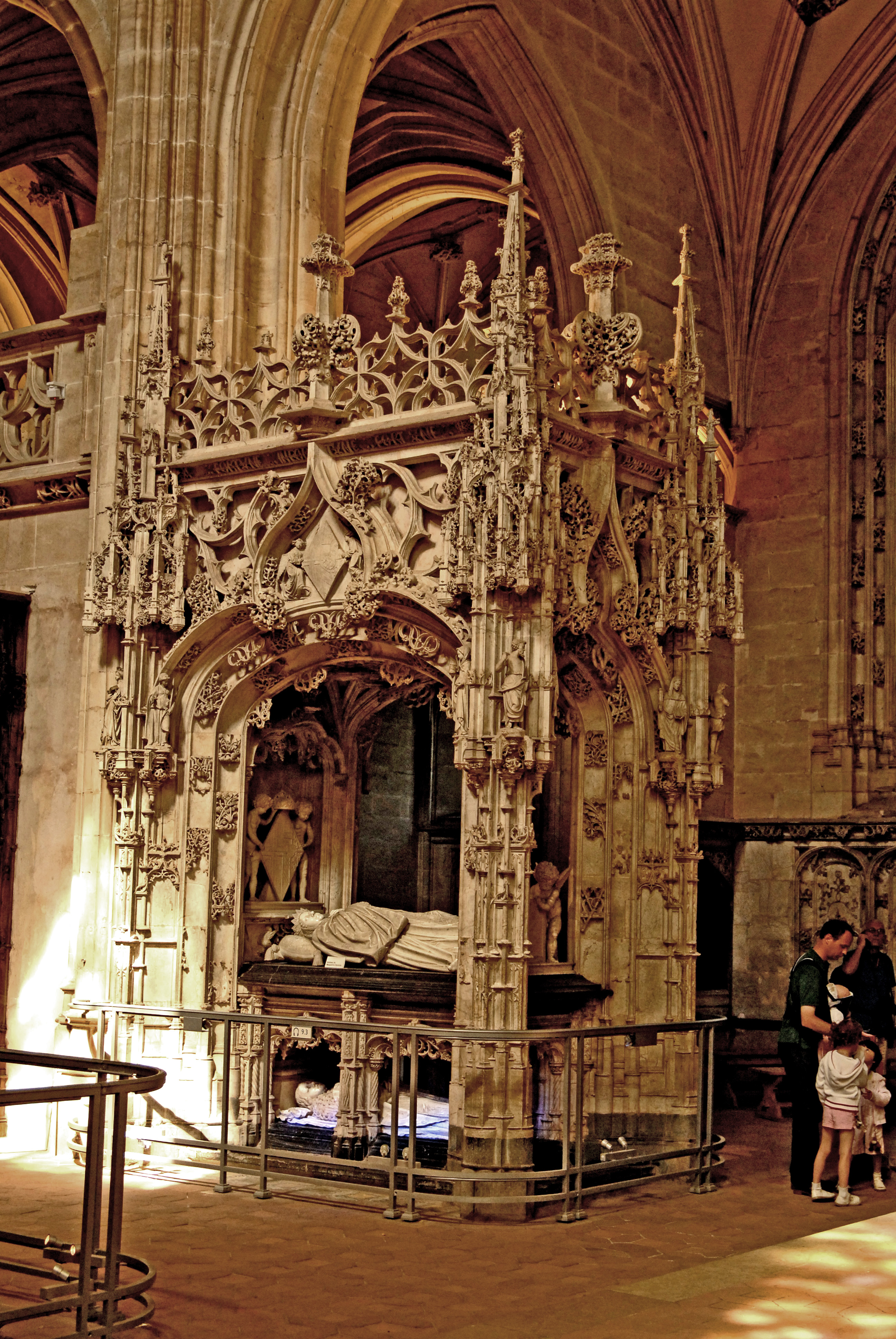
Praalgraf van Margaretha van Oostenrijk, Brou

Jan van Roome of van Brussel (fl. 1498-1521) was een Zuid-Nederlands hofschilder en begenadigd ontwerper (wandtapijten, glasramen, sculptuur, edelsmeedwerk). In Brussel was hij lid van de Broederschap van de Zeven Weeën en van rederijkerskamer De Lelie (vanaf 1507 't Mariacranske). Voor de jaarlijkse processie van de confrerie ontwierp hij in 1505 en 1509-10 meerdere doeken.

## Werk
Van Roome's gevarieerde werk geeft blijk van zijn voorkeur en talent voor ontwerp:
- In 1509-10 ontwierp hij de beelden van menselijke figuren voor de afsluiting rond het Baliënhof (bij het Koudenbergpaleis). Zijn tekeningen werden uitgevoerd door Jan Borreman en daarna door een gespecialiseerde geelgieter.
- Het Jubelparkmuseum bezit een Miraculeuze communie van Herkenbald naar zijn hand, een wandtapijt bedoeld voor de Sint-Pieterskerk van Leuven. Hij maakte het petit patron; het eigenlijke karton is gedocumenteerd als gemaakt door "Philip den Schilder".[1] Van Roome ontving in 1513 betaling van de Leuvense broederschap van het Heilig Sacrament.
- In opdracht van aartshertogin Margaretha werkte Van Roome in 1516 samen met stadsgenoot en architect Lodewijk van Bodegem aan de Nicolaas van Tolentijnkerk (Bourg-en-Bresse). Voor deze kerk ontwierp hij de praalgraven van Margaretha van Bourbon en van de aartshertogin zelf. De ligbeelden voor deze "ultieme manifestatie" van Nederlandse gotiek in de renaissance werden uitgevoerd door Conrat Meit.[2] Ook het eikenhouten koorgestoelte in de kerk is wellicht ontworpen door Van Roome.
- Hij schilderde een postuum olieportret van Margaretha's tweede echtgenoot Filibert II van Savoye (1516).
- Een genealogisch glasraam geschonken door keizer Karel V aan de Sint-Romboutskathedraal van Mechelen is in 1521 ontworpen door Van Roome (karton bewaard in het Groot Seminarie van Mechelen).

Veel schilderijen zijn tentatief aan Van Roome toegeschreven. Tot de meer waarschijnlijke attributies behoren de fresco's in het Hof van Busleyden (ca. 1507-1517).

## Voetnoten
1. ↑  Thomas Campbell, Tapestry in the Renaissance. Art and Magnificence, New York, Metropolitan Museum of Art, 2002, p. 137‑38
2. ↑  Ethan Matt Kavaler, "Renaissance Gothic in the Netherlands. The Uses of Ornament", in: The Art Bulletin, vol. 82, 2000, p. 237‑39

- RKD-Nederlands Instituut voor Kunstgeschiedenis: 68032
- Union List of Artist Names: 500026387
- Virtual International Authority File: 95844527